# Giannino Bosi
Giannino Bosi (Piacenza, 22 febbraio 1920 – Tramonti di Sotto, 9 dicembre 1944) è stato un partigiano italiano con il nome di battaglia di Battisti, Medaglia d'oro al valor militare alla memoria.

## Biografia
Al momento dello smembramento dell'esercito italiano a seguito dell'8 settembre 1943 (Armistizio di Cassibile) Bosi è sottotenente di complemento aggregato al primo Reggimento fanteria della Brigata "Re".
Bosi è uno dei primi organizzatori della Resistenza friulana, dove, sulle alture contornanti il corso del Tagliamento, operava la Brigata Garibaldi Tagliamento, brigata di cui Bosi prese il comando per un certo periodo.
Nell'autunno-inverno del 1944, nelle zone in cui interveniva la formazione partigiana di Bosi, fu sferrata una durissima offensiva da parte dei nazifascisti, a cui era aggregato anche il battaglione Valanga della Xª MAS.
Nei dintorni di Tramonti di Sotto (Pordenone), la brigata di Bosi esaurì le munizioni e Giannino Bosi, piuttosto che cadere nelle mani dei nazifascisti, riservò l'ultimo proiettile a disposizione per se stesso.
La stessa scelta fu fatta dalla giovane conosciuta col nome di battaglia "Paola", Jole De Cillia, compagna di Bosi, decorata alla memoria con la medaglia d'argento al valor militare.
Il battaglione Valanga il giorno dopo la cattura fucilò 10 combattenti della Brigata dietro il cimitero di Tramonti di Sotto.
Il comandante partigiano riposa nel cimitero di Piacenza, dove la cittadinanza ha fatto scolpire un piccolo monumento; a Piacenza è anche intitolata a Bosi una sezione dei DS.